# Bachfeld
Bachfeld es un municipio situado en el distrito de Sonneberg, en el estado federado de Turingia (Alemania), a una altitud de 400 metros. Su población a finales de 2016 era de unos 450 habitantes y su densidad poblacional, 43 hab/km².
Se encuentra ubicado al sureste de la ciudad de Suhl, y a poca distancia al norte de la frontera con el estado de Baviera. Dentro del distrito, no pertenece a ninguna mancomunidad (Verwaltungsgemeinschaft), ya que las funciones de mancomunidad las realiza el ayuntamiento de la vecina ciudad de Schalkau.
Se conoce la existencia de la localidad desde el año 929, cuando se menciona en un documento de la abadía de Fulda sobre unos robos de caballos que habían ocurrido en la zona. A pesar de haber sido siempre un pueblo pequeño, destacó por tener una gran extensión de tierras agrícolas en comparación con otros pueblos de la zona, lo que hizo que en los siglos XIV y XV llegara a tener dos iglesias. En 1950 se incorporó a su término municipal el hasta entonces municipio de Gundelswind.